# Álvaro Mutis
Álvaro Mutis Jaramillo (Bogotá, 25 de agosto de 1923-Ciudad de México, 22 de septiembre de 2013) fue un novelista y poeta colombiano. Desde 1956 hasta su muerte vivió en México. Se lo considera uno de los escritores hispanoamericanos contemporáneos más importantes. Conocido principalmente por su obra La mansión de Araucaíma. A lo largo de su carrera literaria recibió, entre otros, el Premio Xavier Villaurrutia en 1988, el Premio Príncipe de Asturias de las Letras en 1997, el Premio Reina Sofía de Poesía Iberoamericana en 1997, el Premio Cervantes en 2001 y el Premio Internacional Neustadt de Literatura en 2002.

## Biografía
Nació en Bogotá (Colombia), el 25 de agosto de 1923, día de San Luis IX de Francia. De este personaje histórico, Mutis dijo: «No descarto la influencia de mi santo patrono en mi devoción por la monarquía». Hijo del abogado y diplomático colombiano Santiago Mutis Dávila y de doña Carolina Jaramillo Ángel, cuando apenas contaba dos años de edad se trasladó con su familia a Bruselas siguiendo al padre, que había sido nombrado miembro de la legación colombiana en esa ciudad. Estudió en el colegio jesuita de Saint Michel de Bruselas, donde recibió la educación primaria. Regresó a Colombia, primero durante las vacaciones y después por temporadas más extensas. Vivió en una finca cafetalera y cañera que había fundado su abuelo materno, en el corregimiento de Coello-Cocora, cerca de Ibagué, en el departamento colombiano del Tolima, en las estribaciones de la Cordillera Central, de la cual el autor dijo: «Todo lo que he escrito está destinado a celebrar, a perpetuar ese rincón de la tierra caliente del que emana la substancia misma de mis sueños, mis nostalgias, mis terrores y mis dichas».
Vivió en Bélgica hasta los nueve años, cuando murió su padre repentinamente, a la edad de 33. En Bruselas están sus mejores recuerdos de él: «De él heredé, entre otras cosas, el gusto por los buenos vinos y la buena cocina, por la tertulia y los buenos libros, y también su admiración por Napoleón», afirma el narrador colombiano. Tras el fallecimiento de su padre, su madre decidió regresar a Colombia para dedicarse a la hacienda de Coello. Dejar Europa fue, para Mutis, una gran pérdida: era en aquellos años su mundo, mientras que Colombia era sólo un lugar donde pasar vacaciones y del cual siempre se regresaba. Su fascinación por el mar, los barcos y el viaje tiene origen en esos desplazamientos de Europa a Colombia en pequeños barcos, mitad de carga, mitad de pasajeros.
Tras abandonar sus estudios en Bruselas, hizo su último intento para lograr el diploma de bachiller y se matriculó en el tradicional Colegio Mayor de Nuestra Señora del Rosario. En este prestigioso colegio, su profesor de literatura española fue el notable poeta colombiano Eduardo Carranza. Las clases de Carranza, dice el poeta, «son para mí una inolvidable y fervorosa iniciación a la poesía». El billar y la poesía pudieron más, y nunca alcanzó el título.
En 1941 contrajo matrimonio con Mireya Durán Solano, con quien tuvo tres hijos: María Cristina, Santiago y Jorge Manuel. En 1942 comenzó a trabajar de periodista en la emisora de radio Nuevo Mundo, donde reemplazó a Eduardo Zalamea Borda.
Después de ser relaciones públicas de la Standard Oil, Panamerican y Columbia Pictures, entre otras compañías, publicó su primer volumen de poesía en 1948. Antes había publicado sus poemas en el periódico El Espectador. En 1953 publicó Los elementos del desastre, un poemario donde aparece por primera vez su emblemático personaje Maqroll el Gaviero, uno de los grandes hitos de la literatura en lengua española de este siglo.

Una pieza de hotel ocupada por distracción o prisa, cuán pronto nos revela sus proféticos tesoros. El arrogante granadero, «bersagliere» funambulesco, el rey muerto por los terroristas, cuyo cadáver des-pernancado en el coche, se mancha precipitadamente de sangre, el desnudo tentador de senos argivos y caderas 1900, la libreta de apuntes y los dibujos obscenos que olvidara un agente viajero. Una pieza de hotel en tierras de calor y vegetales de tierno tronco y hojas de plateada pelusa, esconde su cosecha siempre renovada tras el pálido orín de las ventanas.
(Fragmento de Los elementos del desastre)

En 1954 se casó con María Luz Montané. De esta unión nació su hija María Teresa.
Debido al manejo caprichoso de unos dineros de la multinacional Esso, de la que era jefe de relaciones públicas, dinero que asignaba a quijotadas culturales y a ayudar a todo escritor o artista necesitado, fue demandado por la compañía. Ante esta situación, su hermano Leopoldo, Casimiro Eiger y Álvaro Castaño Castillo le arreglan un viaje de emergencia a México, que a partir de entonces se vuelve su lugar de residencia.
En 1956 se estableció en la Ciudad de México, donde llegó con dos cartas de recomendación, una dirigida a Luis Buñuel y otra, a Luis de Llano; gracias a estas consiguió trabajo como ejecutivo de una empresa de publicidad. Luego, fue promotor de producción y vendedor de publicidad para televisión, y conoció en el medio intelectual mexicano a los que llegaron a ser sus amigos en ese país: Octavio Paz, Carlos Fuentes, Emilio García Riera, Luis Buñuel, entre otros.
A los tres años de su llegada a México, Mutis fue detenido por la Interpol e internado durante 15 meses en la cárcel preventiva de Lecumberri, más conocida como «El palacio negro». Su experiencia en la cárcel cambió por completo su visión del dolor y del sufrimiento humano. Así en 1960 inició un viraje hacia la prosa con su Diario de Lecumberri, que escribió en la cárcel.

gracias a esa experiencia, tan profunda como real e incontrovertible, he logrado escribir siete novelas que reuní con el titulo de Empresas y tribulaciones de Maqroll el Gaviero. Hasta entonces sólo habla intentado andar los caminos de la escritura narrativa con algunas historias reunidas bajo el titulo de la mansión de Araucaíma [...]. En los treinta años anteriores habla escrito sólo poesía.[...]Jamás hubiera conseguido escribir una línea sobre las andanzas de Maqroll el Gaviero, que ya me había acompañado a trechos en mi poesía, de no haber vivido esos quince meses en el llamado, con singular acierto, El Palacio Negro.
(Fragmento de Diario de Lecumberri)

Sobre la influencia que tuvo su estancia en prisión en su obras escribirá en 1997:

Sin Lecumberri no hubiera escrito mis siete novelas, ni nada de lo que ves. Realmente fue una experiencia muy enriquecedora. Lo he repetido muchas veces, pero vale la pena volverlo a decir, en la cárcel tú llegas al final de la cuerda. En la cárcel lo que sucede es verdad absoluta. Pierdes todos tus
privilegios, nada te sirve para nada salvo la situación desnuda y brutal del encierro y eso es muy sano. Quienes han hecho la guerra dicen lo mismo en sus Memorias: En la trinchera nada es sino la verdad. Estás frente a la muerte. En la cárcel estás frente a nada. [...] Sin Lecumberri la Summa de Maqroll el Gaviero no existiría. Lo que te quiero decir es esto: Mi primera novela, La nieve del Almirante, data de 1986. Cuando la terminé, empezó a destilarse una cantidad de material que se convirtió en otras seis novelas. Me di cuenta de que estas novelas, que son ficción pura, provenían de mi vida en la cárcel. De esto no me queda ninguna duda.
(Fragmento de Cartas de Álvaro Mutis a Elena Poniatowska, Elena Poniatowska)

En 1966 contrajo matrimonio con Carmen Miracle Feliú.

## Premios y reconocimientos
El primer reconocimiento importante a la obra de Álvaro Mutis fue en 1974: el Premio Nacional de Letras de Colombia.
Se inició en la novela en 1978, pero solo sería reconocido popularmente en 1986, con la publicación de la primera novela de Maqroll el Gaviero, La nieve del almirante. A partir de entonces, comenzó a recibir premios importantes. Uno de sus contemporáneos escribió: «La saga novelesca de Maqroll el Gaviero es, sin duda, por su emocionante despliegue narrativo, su profundidad terrible, su construcción de gran artesanado, su poesía constante y su delicadeza, una obra mayor de la escritura en nuestra lengua».
En 1983, recibió el Premio Nacional de Poesía (Colombia), en 1985 el Premio de la Crítica, Los Abriles.
En 1988 se jubiló y comenzó a dedicarse completamente a leer y a escribir. Apareció en España su novela Ilona llega con la lluvia, también protagonizada por Maqroll el Gaviero, publicada por Mondadori, fue nombrado Comendador de la Orden del Águila Azteca (México), recibió el Premio Xavier Villaurrutia (México) y fue nombrado doctor honoris causa por la Universidad del Valle, Colombia.
En 1989, Francia le otorgó el Premio Médicis Étranger por sus novelas La nieve del Almirante e Ilona llega con la lluvia. El Gobierno francés le concedió la Orden de las Artes y las Letras en el grado de Caballero.
En 1990 Amirbar fue editada en España y Colombia simultáneamente. Italia le otorgó el premio Nonino al mejor libro extranjero publicado en ese país. Terminó la novela Abdul Bashur, soñador de navíos, que se publicó el año siguiente.
En 1992, recibió el X Premio del Instituto Italo-Latinoamericano de Roma.
En 1993 la editorial Siruela publicó en dos volúmenes y bajo el título Empresas y tribulaciones de Maqroll el Gaviero las novelas de Maqroll el Gaviero, incluyendo el hasta entonces inédito Tríptico de mar y tierra. Ese mismo año, Francia le concedió la Orden al Mérito y el Premio Roger Caillois. En Colombia la Gran Cruz de la Orden de Boyacá.
En 1996 la editorial Alfaguara decidió reeditar Empresas y tribulaciones de Maqroll el Gaviero en un único volumen y, en España, le concedieron la Gran Cruz de la Orden de Alfonso X el Sabio.
En 1997, recibe, en España, el Príncipe de Asturias de las Letras, el Premio Reina Sofía de Poesía Iberoamericana y en Italia el Premio Grinzane-Cavour y el Premio Rossone d'Oro.
En el año 2000, en Italia recibió el Premio Ciudad de Trieste de Poesía y en 2001 recibió el Premio Cervantes, el galardón más importante de las letras hispanas.
El 22 de septiembre de 2013 murió en Ciudad de México a sus 90 años de edad a causa de un enfermedad respiratoria. Su esposa manifestó su intención de esparcir sus cenizas en el río Coello, a petición del propio escritor, quien había pasado allí parte de su infancia.

## Obras de Álvaro Mutis

### Poesía
- La Balanza, Talleres Prag, Bogotá, 1948 (em colaboração com Carlos Patiño Roselli)
- Los elementos del desastre, Losada, Buenos Aires, 1953
- Reseñas de los hospitales de Ultramar, Separata revista "Mito", Bogotá, 1955
- Los trabajos perdidos, Era, Cidade do México, 1965
- Summa de Maqroll el Gaviero, Barral Editores, Barcelona, 1973
- Caravansary, FCE, Cidade do México, 1981
- Los emisarios, FCE, Cidade do México, 1984
- Crónica regia y alabanza del reino, Cátedra, Madrid, 1985
- Un homenaje y siete nocturnos, El Equilibrista, Cidade do México, 1986

### Novelas y cuentos
- Diario de Lecumberri, Universidade Veracruzana, 1960
- La mansión de Araucaíma, Sudamericana, 1973
- La verdadera historia del flautista de Hammelin, Ediciones Penélope, 1982
- La nieve del Almirante, 1986
- Ilona llega con la lluvia, Oveja Negra, 1988
- Un bel morir, Oveja Negra; Mondadori, 1989
- La última escala del Tramp Steamer, Ediciones del Equilibrista, México, 1988
- La muerte del estratega, FCE, Cidade do México, 1990
- Amirbar, Norma; Siruela, 1990
- Abdul Bashur, soñador de navíos, Norma; Siruela, 1991
- Tríptico de mar y tierra, Norma, 1993
- Empresas y tribulaciones de Maqroll el Gaviero, Siruela, 1993 (2 volúmenes); Alfaguera, 1996 e 2001 (1 volumen). Incluye las siete novelas: La nieve del almirante (1986); Ilona llega con la lluvia (1988); Un bel morir (1989); La última escala del Tramp Steamer (1989); Amirbar (1990); Abdul Bashur, soñador de navíos (1991); Tríptico de mar y tierra (1993).

### Otros
- Contextos para Maqroll, Igitur-Cilcultura, 1997
- De lecturas y algo del mundo, Seix Barral, 1999
- Caminos y encuentros de Maqroll el Gaviero, Editorial Áltera, 2001

## Obras sobre Álvaro Mutis
Libros
- Álvaro Mutis:Una estética del deterioro, Monte Ávila, 1996, de: Consuelo Hernández
- Tras las rutas de Maqroll El Gaviero: 1981-1988, 1988, Santiago Mutis, ed.
- Álvaro Mutis, 1989, de: Juan Gustavo Cobo Borda
- Tras las rutas de Maqroll El Gaviero: 1988-1993, visitaciones entrevistas, estudios, notas críticas, 1993, Santiago Mutis, ed.
- Celebraciones y otros fantasmas: Una biografía intelectual de Alvaro Mutis, 1993, de: Eduardo García Aguilar
- El reino que estaba para mí, 1993, conversaciones con Fernando Quiroz
- Contextos para Maqroll, 1997, Ricardo Cano Gaviria, ed.
- Para leer a Alvaro Mutis: ensayo y pensamiento, 1998, de: Juan Gustavo Cobo Borda
- El marinero y el río: dos ensayos de literatura colombiana, 2000, de: Fabio Rodríguez Amaya
- Caminos y encuentros de Maqroll el Gaviero: escritos de y sobre Alvaro Mutis, 2001, Javier Ruiz Portella, ed.
- Mito y trascendencia: en maqroll el gaviero, 2002, de: Alonso Aristizábal
- Maqroll el gaviero o las ganancias del perdedor: ensayo sobre la obra narrativa de Alvaro Mutis, 2006, de: Myrta Sessarego
- Las fabulaciones de Maqroll el gaviero: narración y desesperanza en la obra de Alvaro Mutis, 2007, de: María Eugenia Rojas Arana
- Historia y ficción en la obra de Álvaro Mutis y otros ensayos, 2010, de: Osvaldo Granda Paz
- Maqroll y compañía, 2012, de: Mario Barrero Fajardo
- Dos maestros del mito: Álvaro Mutis y Pedro Gómez Valderrama, 2012, de: Alonso Aristizábal
- Álvaro Mutis como un pez que se evade, 2019, de: Rodríguez-Bustos, JC
- Cartas de Álvaro Mutis a Elena Poniatowska, 1998, de Elena Poniatowska

Tesis
- El poema una fértil miseria. Una lectura de Alvaro Mutis, Universidad Simón Bolívar 1982, de: Consuelo Hernández
- De Mutis a Mutis: para una ilícita lectura crítica de Maqroll el gaviero, 1995, de: Fabio Rodríguez Amaya
- El nombre, el mito y la postmodernidad: la nominación en el proceso de generación de un sentido mítico en las novelas de Álvaro Mutis, de: Luz Marcela Hurtado Cubillos y Krzystof Andrzej Kulawik
- Maqroll el Gaviero dans l'oeuvre d'Alvaro Mutis: de l'alter ego a l'autre, 1996, de: Michéle Leray Lefort
- Identidad y representación del personaje posmoderno : la saga de Maqroll el gaviero, 1999, de Doris Amanda Barón-Fritts
- Las formas del exilio en los trópicos: la voz de Maqroll el gaviero en la obra de Alvaro Mutis, 2000, de: María Elvira Olaya García
- Reflexión axiológica sobre La nieve del almirante, de Alvaro Mutis, de: Demetrio Charalambous
- Maqroll: hombre de empresas y tribulaciones. Un acercamiento a la narrativa de Alvaro Mutis, 1997 de: Yanith Gutiérrez Durán